# 世界オープンタッグ選手権
世界オープンタッグ選手権（せかいオープンタッグせんしゅけん）は、1977年12月に全日本プロレスが行ったタッグマッチのリーグ戦である。正式名称は「全日本プロレス創立5周年記念・世界オープン・タッグ選手権大会」。
日本のプロレス界では長い間「タッグ・リーグ戦や年末の興行は不振である」（NWAタッグ・リーグ戦参照）と言われてきた。こういったマイナス要素を打破するため「世界で一番強いタッグチームを決める」と銘打って企画されたのが「世界オープンタッグ選手権」であり、その結果この企画は翌年から「世界最強タッグ決定リーグ戦」へと発展し全日本プロレスの看板シリーズとなった。

## 概要
- 会長 : ロード・ブレアース（当時PWF会長）
- 実行委員長 : 八田一朗（同日本レスリング協会会長）
- ルール : PWFルール
- 各チームで45分1本勝負のリーグ戦を行い、以下のような勝ち点を与えて、総当たり終了後最も多く勝ち点を獲得したチームが優勝となる。
  - あらゆる勝ち : 2点
  - 時間切れ引き分け（双方に） : 1点
  - 両者リングアウト（双方に）、およびあらゆる負け : 0点
- 優勝賞金 : 1000万円
- 殊勲賞、敢闘賞、技能賞 : 各100万円

## 参加チーム
参加9チーム
- ジャイアント馬場&ジャンボ鶴田◆全日本プロレス代表
- ドリー・ファンク・ジュニア&テリー・ファンク（ザ・ファンクス）◆アメリカ代表
- アブドーラ・ザ・ブッチャー&ザ・シーク（史上最凶悪コンビ）◆アフリカ・中近東代表
- 大木金太郎&キム・ドク（韓国師弟コンビ）◆韓国代表
- ラッシャー木村&グレート草津◆国際プロレス代表
- ビル・ロビンソン&ホースト・ホフマン◆ヨーロッパ代表
- ザ・デストロイヤー&テキサス・レッド◆マスクマン代表
- 高千穂明久&マイティ井上◆全日本プロレス・国際プロレス連合軍
- 天龍&ロッキー羽田◆全日本プロレス推薦出場
  - 木村&草津と井上は当時全日本と交流戦を行っていた国際プロレスからの参加。「オープン」という名称には1975年のオープン選手権同様、新日本プロレスも含めた他団体に門戸を開放する意味があったが、2年前と同じく新日本からの参加はなかった。また、グリーンボーイ同然だった天龍&羽田には参加資格を疑問視する声もあった（天龍源一郎は大相撲時代の四股名と同じく「天龍」のみのリングネームで参加[1]）。
  - 過去に日本プロレスが開催した「NWAタッグ・リーグ戦」では、「馬場と猪木が組めば優勝するのは明らかで優勝争いが面白くなくなる」という理由（当時、NTVと並行して日本プロレスの試合を放送していたNETでは契約上、馬場の試合を放映できないという事情もあった）で馬場&猪木のBI砲を分断し、かつ日本人同士の対戦も回避したためリーグ戦が盛り上がらなかったという経緯があった。このことからオープン・タッグ選手権では馬場&鶴田に匹敵する強豪チームを揃えて豪華な顔合わせによる総当たりリーグ戦を展開することで人気を集めた。
  - 犬猿の間柄だったブッチャー&シークのタッグ結成を仲介したとされるジム・デュランも来日[3]。彼らのマネージャーとしてセコンドを務めることもあった。

## 展開
12月2日に後楽園ホールで開会式と開幕戦を行い、12月15日の蔵前国技館で最終戦が行われた。ファンクスVSブッチャー&シークの最終試合を残した時点で各チームの勝ち点は
- 馬場&鶴田13点
- ファンクス12点
- ブッチャー&シーク12点

となっており、優勝決定は最終試合で、2位タイに並んだファンクスとブッチャー&シークによる直接対決の結果次第となった。左記の試合においての勝利チームが勝ち点14になって優勝。しかし引き分けとなった場合は
- リングアウトによるものは負けと同じ扱いで勝ち点なしとなり馬場&鶴田の優勝。
- 時間切れによるものは双方勝ち点1を獲得となるので、馬場&鶴田を含め3チームが勝ち点13で並ぶことになり、優勝決定巴戦に持ち越されるところだった。

## 最終戦
1977年12月15日に蔵前国技館で行われたファンクスVSブッチャー&シークの最終戦は、ブッチャー組のフォークなどを使った凶器攻撃でかつての力道山VSフレッド・ブラッシー戦を超える壮絶な試合展開となり、その模様が日本テレビの全日本プロレス中継（同年12月24日放送分）にて全国に中継されたために反響も大きかった。苦情や抗議の声も寄せられたという。

## 結果
最終試合で勝ち点2を加えたファンクスが優勝チームとなった。試合後引き続いて行われた表彰式では、ファンクスのテーマ曲「スピニング・トーホールド」が場内に流れると、場内はドリーとテリーへの大コールに包まれた。凶器攻撃でズタズタになった右腕を包帯でつるしたテリーには、日本アマチュアレスリング界の重鎮であった八田から表彰状が渡され、多くの拍手と声援が送られた。
- ドリー・ファンク・ジュニア&テリー・ファンク（ザ・ファンクス）14点（優勝、技能賞）
- ジャイアント馬場&ジャンボ鶴田 13点（殊勲賞）
- アブドーラ・ザ・ブッチャー&ザ・シーク 12点
- ラッシャー木村&グレート草津 8点（敢闘賞）
- 大木金太郎&キム・ドク 8点（チーム賞）
- ビル・ロビンソン&ホースト・ホフマン 7点
- ザ・デストロイヤー&テキサス・レッド 4点
- 天龍&ロッキー羽田 1点
- 高千穂明久&マイティ井上 1点